# Blanket Protest
Der Blanket Protest war Teil einer Kampagne von im Gefängnis Maze Prison in Nordirland inhaftierten Mitgliedern der Provisional Irish Republican Army und der Irish National Liberation Army zur Wiedererlangung ihres Status als politische Gefangene.
1976 verkündete der damalige Staatssekretär für Nordirland Merlyn Rees den stufenweisen Abbau der mit dem Status als politischer Gefangener verbundenen Privilegien. Dieser Abbau sah unter anderem vor, dass Insassen, die für terroristische Aktivitäten verurteilt worden waren, zukünftig wie gewöhnliche Kriminelle Gefängnisuniformen zu tragen und auch an Arbeitsdiensten innerhalb des Gefängnisses teilzunehmen hätten. Auf den drohenden Verlust dieser Privilegien reagierten die Insassen, indem sie sich weigerten, die vorgeschriebenen Gefängnisuniformen zu tragen, und sich stattdessen in die Decken (engl. blanket) ihrer Betten hüllten oder sich nackt auf den Boden ihrer Zellen legten.
Der Hintergrund dieser Maßnahme war auch der, dass im Jahr 1976 das Gefängnis, auch H-Blocks genannt, überfüllt waren und die britische Labour-Regierung unter Wilson diesen Status ändern wollte. Als Kieran Nugent, ein 19 Jahre alter Republikaner, im September 1976 inhaftiert wurde, sollte an ihm die Änderung der Spezial Status Category als Erstem vollzogen werden. Er weigerte sich standhaft, die Gefängnisuniform anzuziehen, und seine Entgegnung wurde so weitergegeben: „They'd have to nail it to my back“ (deutsch: „sie müssten sie [=diese Kleidung] an meinen Rücken festnageln“). Als er diese Haltung einnahm, war dies der Beginn des Blanket Protest. Anschließend bewegte er sich nackt und bedeckte sich mit den zur Verfügung gestellten Decken.
Die Haftbedingungen wurden noch verschärft, als sich die Häftlinge weigerten, ihre Zellen zu verlassen und die Waschräume aufzusuchen, da sie auf dem Weg dorthin regelmäßig von Wärtern misshandelt wurden. Als Folge davon wurden die Gefängnisinsassen in Zellen ohne Toiletten und Waschmöglichkeiten verlegt, wo sie an jeglicher Möglichkeit gehindert wurden, ihre Exkremente zu entsorgen, so dass als einzige Lösung oftmals nur deren Verschmieren an den Wänden ihrer Zellen übrig blieb.
Diese Form des Protests wurde bald als Dirty Protest bekannt, führte aber wie auch der Blanket Protest nicht zum von den Häftlingen gewünschten Erfolg. Anschließend wurde der Protest in den zwei Irischen Hungerstreiks in den Jahren 1980 und 1981 fortgesetzt – wobei der Hungerstreik von 1981, der 10 Männer das Leben kostete, darunter Bobby Sands, insofern erfolgreich war, als die wesentliche Forderung, das Tragen eigener Zivilkleidung, durchgesetzt wurde.